# Genocidio zúngaro
El genocidio zúngaro fue el exterminio masivo de los zúngaros, un pueblo mongol y budista, a veces transcrito como dzúngaro o júngaro, cometido por la dinastía manchú Qing de China. El emperador Qianlong ordenó el genocidio debido a la rebelión en 1755 por el líder zúngaro Amursana contra el dominio Qing, después de que la dinastía conquistara el Kanato de Zungaria con el apoyo de Amursana. El genocidio fue perpetrado por generales manchúes del ejército Qing que se mandaron para aplastar a los zúngaros y que estuvieron respaldados por aliados y vasallos, como el líder uigur Joja Emin, debido a que los uigures se sublevaron contra el dominio zúngaro.
Los zúngaros fueron una confederación de varias tribus oirates (mongolas) que practicaban el budismo tibetano. Surgieron de repente a principios del siglo XVII. El kanato zúngaro fue el último gran imperio nómada en Asia. Algunos eruditos estiman que aproximadamente 80% de la población zúngara, entre 500,000 y 800,000 personas, fue asesinada o murió por enfermedad durante o después de la conquista Qing durante los años 1755 y 1757. Después de aniquilar a la población nativa de Zungaria, el gobierno Qing reubicó a personas han, hui, uigures, xibe y manchúes en granjas estatales en Zungaria para repoblar el área.

## Conquista Qing de los zúngaros

### Antecedentes

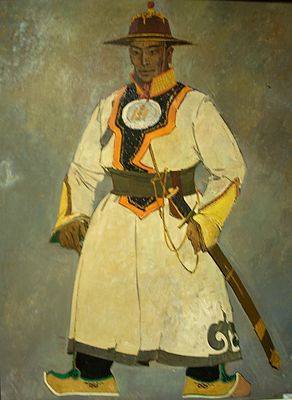
Líder zúngaro Amursana

La dinastía Qing entró en guerra contra los zúngaros en la guerra zúngaro-Qing. Los dzungar vivían en la zona que se extendía desde el extremo occidental de la Gran Muralla China hasta el actual este de Kazajstán y desde el actual norte de Kirguistán hasta el sur de Siberia (la mayor parte de la cual se encuentra en la actual Sinkiang). Fueron el último imperio nómada que amenazó a China, lo que hicieron desde principios del siglo XVII hasta mediados del siglo XVIII.
Durante esta época, los zúngaros fueron pioneros en la manifestación local de la "revolución militar" en Eurasia central, tras perfeccionar un proceso de fabricación de armas de pólvora de fabricación autóctona. También crearon una economía mixta agropastoral, así como industrias complementarias de minería y manufactura en sus tierras. Además, los zúngaros lograron promulgar un sistema de leyes y políticas a nivel imperial para impulsar el uso de la lenguas oirates en la región.
Tras una serie de conflictos militares inconclusos que comenzaron en la década de 1680, los zúngaros fueron subyugados por la dinastía Qing liderada por los manchúes (1644-1911) a finales de la década de 1750. Clarke sostuvo que la campaña Qing de 1757-58 "supuso la destrucción completa no solo del Estado zunghar, sino de los zunghars como pueblo". Después de que el emperador Qianlong condujera a las fuerzas Qing a la victoria sobre los zúngaros en 1755, originalmente planeó dividir el Kanato zúngaro en cuatro tribus encabezadas por cuatro kanes; la tribu khoit tendría como kan al líder zúngaro Amursana.
Amursana rechazó el acuerdo Qing y se rebeló porque quería ser el líder de una nación zúngara unida. El enfurecido emperador Qianlong emitió órdenes para la erradicación de todo el pueblo zúngaro y su nombre. Los estandartes mongoles y los manchúes recibirían a las mujeres y los niños zúngaros como esclavos. Los zúngaros restantes serían asesinados.
El príncipe mongol exterior jalja Chingünjav conspiró con Amursana para rebelarse contra los Qing en 1755. Chingünjav luego inició su propia rebelión en Mongolia Exterior contra los Qing en 1756, pero fue aplastada por los Qing en 1757. Chingünjav y toda su familia fueron ejecutados por los Qing después de que la rebelión fuera sofocada. Luego, el emperador Qing Qianlong ordenó a las Ocho Banderas manchúes que conquistaran a los zúngaros.

### Políticas de exterminio

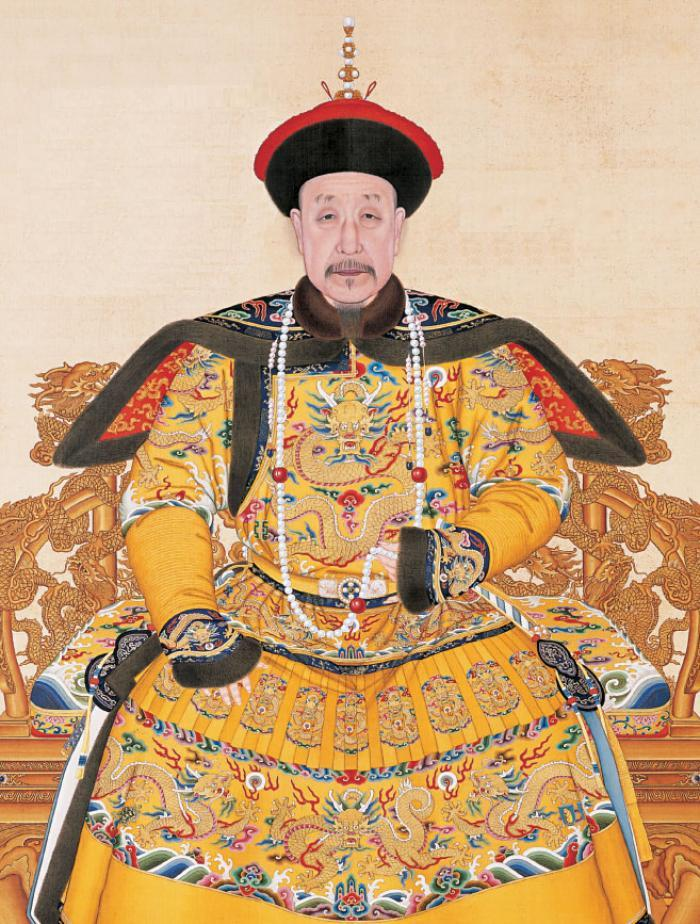
El emperador Qianlong

El emperador Qianlong emitió las órdenes siguientes, traducidas por Peter C. Perdue:

No mostreis misericordia con esos rebeldes. Sólo los ancianos y los débiles deben ser salvados. Nuestras campañas militares anteriores fueron demasiado indulgentes. Si actuamos como antes, nuestras tropas desertarán, y ocurrirán más problemas.

Si un rebelde es capturado y sus seguidores desean rendirse, él debe acudir personalmente a la guarnición, postrarse ante el comandante, y pedir la rendición. Si sólo envía a alguien a pedir la sumisión, es indudablemente un ardid. Decidle a Tsengünjav que masacre a esos zúngaros astutos. No creáis a lo que os digan.

Qianlong emitió sus órdenes muchas veces porque algunos oficiales suyos eran reticentes a llevarlas a cabo. Algunos fueron castigados por perdonar a zúngaros y dejarlos huir, como Agui y Hadada, mientras que otros que participaron en la masacre fueron recompensados, como Tangkelu y Zhaohui (Jaohui).
El emperador especialmente eligió como objetivo a los hombres zúngaros jóvenes. Los Khalkhas lealistas recibieron a mujeres zúngaras Joit como esclavas de Chebudengzhabu, y se dieron órdenes de privar a los zúngaros hambrientos de comida. Manchúes y mongoles lealistas recibieron a mujeres, niños, y viejos zúngaros como siervos, cuya identidad zúngara fue borrada. Había órdenes de "exterminar completamente" a las tribus zúngaras, y el genocidio dejó Zungaria generalmente despoblada.
El emperador no vio ningún conflicto entre emitir su orden de exterminación y conservar los principios pacíficos del confucianismo. Apoyó su posición por retratar a los zúngaros como bárbaros subhumanos. El emperador Qianlong proclamó que "eliminar a los bárbaros es la manera de llevar estabilidad al interior", que los zúngaros "abandonaron la civilización", y que "el cielo apoya al emperador" en su destrucción.

### Genocidio
El emperador Qianlong trasladó a los demás zúngaros a otros sitios en China. Les ordenó a sus generales matar a todos los hombres zúngaros en Barkol y Suzhou,  luego les dividió a los soldados Qing las mujeres y los niños. En su descripción de la guerra, el erudito Qing, Wei Yuan, escribió que aproximadamente 50% de la población zúngara murió por la viruela, un 20% huyó a Rusia o al kanato kazajo, y un 30% fue asesinado por el ejército, que no dejó ninguna yurta, excepto las de los zúngaros que se rindieron. Clarke escribió que un 80%, o entre 480,000 y 600,000 personas, fue asesinado entre 1755 y 1758, y que esto "equivale a la destrucción completa de no sólo el estado zúngaro, sino también del pueblo zúngaro." Un 80% de los zúngaros murió en el genocidio.
El ejército de las Ocho banderas y la caballería mongola formaron el ejército inicial expedicionario. Conforme progresó la campaña se hizo necesario utilizar decenas de miles de soldados de infantería del Ejército del estandarte verde. Según fuentes rusas, miles de hombres, mujeres y niños zúngaros fueron masacrados por los soldados manchús. No sería sino hasta mucho tiempo después que la población de Zungaria volvería a aumentar.
El historiador Peter Perdue ha mostrado que la destrucción de los zúngaros fue el resultado de una política explícita de exterminio lanzada por el emperador Qing, que Perdue atribuyó a un "uso deliberado de masacre" y lo ha descrito como un "genocidio étnico". A pesar de que ha sido en gran parte ignorado por estudiosos modernos, el historiador Mark Levene escribió que la exterminación de los zúngaros fue "indiscutiblemente el genocidio del siglo XVIII por excelencia."
Según la Enciclopedia de genocidio y delitos en contra humanidad, Volumen 3, bajo el Artículo II de la Convención de las Naciones Unidas en la Prevención y Castigo del Delito de Genocidio, las acciones del emperador Qing contra los zúngaros constituiría genocidio cuando él masacró (o, mejor dicho, ordenó masacrar) la vasta mayoría de la población zúngara y esclavizó o expulsó al resto, y extirpó o destruyó la cultura zúngara.

### Alianza de Khoja Emin con la dinastía Qing
Los zúngaros habían conquistado y subyugado a los uigures durante la conquista zúngara de Altishahr, después de ser invitado por el Afaqi Khoja para invadir. Los impuestos pesados estuvieron impuestos a los uigures por los zúngaros, con mujeres y refrescos proporcionados por los uigures a los recaudadores de impuestos. Las mujeres uigures eran presuntamente violadas por los recaudadores de impuestos si la cantidad del impuesto no era satisfactorio.
Los uigures anti-zúngaros de Turfán y Hami los oasis entregaron a Qing regla como vasallos y pedidos Qing ayuda para derrocar al dominio zúngaro. Uyghur Dirigentes como Emin Khoja 額敏和卓 era concedió títulos dentro del Qing nobleza, y estos Uyghurs suministro ayudado el Qing fuerzas militares durante el anti-zúngaros campaña. Los Qing emplearon a Khoja Emin en su campaña contra los zúngaros y lo utilizaron como un intermediario entre los musulmanes de la cuenca del Tarim, para informarles que los Qing solo buscaban matar oriates (zúngaros), y que dejarían a los musulmanes. Para convencerles a ellos de matar a los zúngaros y lado con el Qing, esto ya que los Qing notaron que los musulmanes guardaban un resentimiento de sus anteriores gobernantes zúngaros en las manos de Tsewang Araptan.

## Consecuencias del genocidio
El genocidio de los Qing contra los zúngaros despobló el norte de Sinkiang. Los Qing patrocinaron el asentamiento de millones de chinos de etnia han, hui, uigures de los oasis de Asia central y abanderados manchúes en Zungaria. Profesor Stanley W. Toops Notó que hoy la situación demográfica es similar a aquello del temprano Qing periodo en Sinkiang. En del norte Sinkiang, el Qing trajo colonizadores han, hui, uigur, xibe y kazajos después de que exterminaron el zúngaros oirates mongoles en la región, con uno tercer de Sinkiang la población total que consta de Hui y Han en el área del norte, mientras alrededor dos tercios eran Uyghurs en del sur Sinkiang Tarim Cuenca. En Zungaria, el Qing estableció ciudades nuevas como Ürümqi y Yining. Después del chino vencido Jahangir Khoja en la década de 1820, 12,000 Turki (Uyghur) Taranchi las familias estuvieron deportadas por China del Tarim Cuenca a Zungaria para colonizar y repopulate el área. La cuenca de Zungaria, la cual solía ser poblada por zúngaros, es actualmente habitada por kazajos.
Sinkiang, como identidad geográfica unificada y definida, fue creada y desarrollada por la dinastía Qing.. La despoblación del norte de Xinjiang llevó a los Qing a asentar a manchúes, sibo (xibe), daurs, solons, chinos han, musulmanes hui y taranchis musulmanes en el norte, siendo los chinos han y los inmigrantes hui los que constituyeron el mayor número de colonos. En Zungaria, los Qing establecieron nuevas ciudades como Urumqi y Yining. Después de que los Qing derrotaran a Jahangir Khoja en la década de 1820, 12.000 familias uigures taranchi fueron deportadas por China desde la cuenca del Tarim a Zungaria para colonizar y repoblar el área. La cuenca de Zungaria, que solía estar habitada por zúngaros, actualmente está habitada por kazajos.
Aunque algunos han tratado de presentar las acciones de los Qing, como la creación de asentamientos y granjas estatales, como un complot contra los uigures para reemplazarlos en sus tierras a la luz de la situación contemporánea en Sinkiang con la migración han, James A. Millward señala que las colonias agrícolas Qing no tenían nada que ver con los uigures y sus tierras. Los Qing en realidad prohibieron el asentamiento de chinos Han en la zona de los oasis de la cuenca del Tarim poblada por uigures y, de hecho, ordenaron a los colonos Han que se establecieran en la Zungaria no uigur y en la nueva ciudad de Ürümqi. De las granjas estatales en las que se establecieron 155.000 chinos Han entre 1760 y 1830, todas estaban en Zungaria y Urumqi, donde vivía solo una cantidad insignificante de uigures.
El genocidio zúngaro ha sido comparado al exterminio Qing del pueblo tibetano de Jinchuan en 1776.

## La opinión Qing sobre la campaña antizúngara
El Qianlong el emperador conmemoró el Qing conquista del Dzungars cuando habiendo añadido territorio nuevo en Sinkiang a "China", definiendo Porcelana como multi estado étnico, y rehusando la idea que China solo significada Han áreas en "China apropiada". Según el Qing, ambos Han y no-Han los pueblos eran parte de "China", el cual incluyó el territorio nuevo de "Sinkiang" cuál el Qing conquistado del Dzungars. Después del Qing conquistó Zungaria en 1759, proclamaron que el aterrizar cuál anteriormente pertenecido al Dzungars, era ahora absorbido a "China" (Dulimbai Gurun) en un Manchu monumento de lengua. El Qing expounded en su ideología que amistaban el "exteriores" no-Han chino (como el Interior Mongols, Oriental Mongols, Oirat Mongols, y Tibetans junto con el "interior" Han chino) a "uno familiar" unido en el Qing estado, mostrando que los temas diversos del Qing era todos separan de uno familiar El Qing utilizó la frase "Zhong Wai Yi Jia" 中外一家 o "Nei Wai Yi Jia" 內外一家 ("interior y exterior cuando uno familiar"), para transportar esta idea de unificación. Sinkiang Las personas no fueron dejadas para apellidarse extranjeros (yi) bajo el Qing. En el Manchu oficial Tulisen Manchu cuenta de lengua de su reunión con el Torghut dirigente Ayuka Khan, esté escrito que, mientras el Torghuts era a diferencia de los rusos, las "personas del Reino Central" (dulimba-i gurun 中國, Zhongguo) era como el Torghut Mongols, con las "personas del Reino Central que" refiere al Manchúes.
El Qianlong el emperador rehusó ideas más tempranas que solo Han podría ser temas de China y solo Han la tierra podría ser considerada tan parte de China, en cambio redefina China cuando multiethnic. En 1755 diga, "Allí existe una vista de China (zhongxia), según qué no-Han las personas no pueden devenir los temas de China y su tierra no puede ser integrada al territorio de China. Esto no representa nuestra dinastía comprensivo de China, pero es en cambio que del más temprano Han, Tang, Canción, y Ming dinastías." El Manchu Qianlong el emperador rehusó las vistas de Han oficiales quién dijo Sinkiang no fue separar de China y que no lo tenga que conquistar, poniendo adelante la vista que China era multiethnic y no justo referir a Han. Han Migración a Sinkiang era permitted por el Manchu Qianlong Emperador, quién también dio nombres chinos a ciudades para reemplazar su Mongol nombres, instituting exámenes de servicio civil en el área. Implemente los condados y prefecturas del estilo chino sistema administrativo, y promovió Han migración a Sinkiang para solidificar Qing control. Una propuesta estuvo escrita en El Imperial Gazetteer de las Regiones Occidentales (Xiyu tuzhi) para utilizar estatal-financió escuelas para promover Confucianism entre musulmanes en Sinkiang, por Fuheng y su equipo de Manchu oficiales y el Qianlong Emperador. Confucian Los nombres estuvieron dados a ciudades y ciudades en Sinkiang por el Emperador, gusta "Dihua" para Ürümqi en 1760, y Changji, Fengqing, Fukang, Huifu, y Suilai para otras ciudades en Sinkiang.
El Qing Qianlong el emperador comparó sus consecuciones con aquel del Han y Tang aventuras a Asia Central. Qianlong conquista de Sinkiang estuvo conducido por su mindfulness de los ejemplos puestos por el Han y Tang. Qing Becarios quién escribió el oficial Imperial Qing gazetteer para Sinkiang hizo referencias frecuentes al Han y Tang nombres de era de la región. El Qing conqueror de Sinkiang, Zhao Hui, es ranked para sus consecuciones con el Tang General de dinastía Gao Xianzhi y el Han Prohibición de Generales de la dinastía Chao y Li Guangli. Ambos aspectos del Han y Tang modelos para gobernantes Sinkiang estuvo adoptado por el Qing. El Qing sistema también superficially se pareció a que de poderes nómadas como el Qara Khitay, pero en realidad el Qing el sistema era diferente de aquel de los nómadas, ambos en los plazos de territorio conquistaron geográficamente y su sistema administrativo centralizado, pareciéndose a un estilo occidental (europeo y ruso) sistema de regla. El Qing retrató su conquista de Sinkiang en trabajos oficiales como continuación y restauración del Han y Tang accomplishments en la región. El Qing justificó su conquista por reclamar que el Han y Tang fronteras de era eran restauradas, e identificando el Han y Tang grandeur y autoridad con el Qing. Manchu Y Mongol Qing escritores quién escribió sobre Sinkiang hizo tan en la lengua china, de un punto de vista culturalmente chino. Han Y Tang historias de era sobre Sinkiang era recounted y nombres de sitios chinos antiguos eran reused y circuló. Han Y Tang registros de era y cuentas de Sinkiang era las escrituras únicas en la región disponible a Qing chino de era en el siglo XVIII y tuvo que ser reemplazado con actualizó cuentas por el literati.